# エゴノキ属
エゴノキ属（エゴノキぞく、学名：Styrax）はエゴノキ科の属の一つ。エゴノキ科は、新しいAPG植物分類体系ではカキノキ目からツツジ目に移されている。

## 特徴
落葉または常緑性の低木または高木。葉は単葉で互生し、縁は全縁か鋸歯があり、葉柄の基部に托葉はない。葉、若枝、花序などに星状の鱗片か星状毛があることが多い。花序は総状花序で、今年枝の先端または腋から白色の花が下垂する。萼は鐘形で全縁かまたは5歯の鋸歯になる。花冠は5深裂し、下向きに開き、花冠裂片は瓦重ね状または敷石状になる。雄蕊は10個で、花糸の基部は合着するか離生する。花柱は細く、柱頭は3裂するか頭状になる。胚珠は各室に3-5個ある。果実は卵形または楕円形の核果になり、果皮は乾くと不規則に裂けるか、肉質で裂けない。1-2個の種子をもつ。

## 分布
北半球の暖温帯を中心に分布し、約100種知られる。日本には3種が自生する。

## 種

### 日本の種
- エゴノキ Styrax japonica Siebold et Zucc.
  - コウトウエゴノキ Styrax japonica Siebold et Zucc. var. kotoensis (Hayata) Masam. et T.Suzuki
- ハクウンボク Styrax obassia Siebold et Zucc.
- コハクウンボク Styrax shiraiana Makino

### 主なアジアの種
- アンソクコウノキ Styrax benzoin Dryand.
- Styrax faberi Perkins
- タイワンエゴノキ Styrax formosana Matsum.
- ウラジロエゴノキ Styrax suberifolia Hook. et Arn.

## 利用
東南アジアに樹脂から安息香がとれるアンソクコウノキなどの種があり、栽培もされる。安息香は、芳香剤、防腐剤、薬用などに利用される。エゴノキ、ハクウンボクは材がろくろ細工、くり物などに利用される。

## ギャラリー
- エゴノキ
- ハクウンボク
- アンソクコウノキ